# 손 럭스
손 럭스(Son Lux)는 미국의 밴드이다. 원래 손 럭스는 라이언 로트가 1집 《At War with Walls & Mazes》, 2집 《We Are Rising》, 3집 《Lanterns》까지는 혼자 활동하였으며, 포스트 록과 일렉트로니카를 연주하는 손 럭스만의 독특한 사운드를 만들었다.
이후 2015년 네 번째 정규 음반인 《Bones》가 발매되면서 라피크 바티아와 이안 창이 손 럭스에 합류하게 된다. 익스텐디드 플레이(EP) 《Stranger Forms and Remedy》가 발매되고 2018년 2월이 되었을 때엔 5집 앨범 《Brighter Wounds》를 발표하였다.

## 역사
손 럭스는 2008년 미국의 음악가이자 작곡가인 라이언 로트의 별명을 사용한 솔로 프로젝트로 시작되었다. 이후 첫 정규 음반인 《At War with Walls & Mazes》를 3월에 발매하였다. NPR은 프로그램 'All Songs Seeped'에서 손 럭스를 베스트 뉴 아티스트로 선정하였다.
로트는 2011년 5월 17일 2집 《We Are Rising》을 RPM 챌린지를 하면서 제작해 발매하였다. 컨시퀀스 오브 사운드에서 글을 기고하는 애덤 키벨은 이 음반을 "오웬 팔렛과 In Rainbows에서의 라디오헤드나 와일드 비스츠의 중간지점"이라고 설명하였다.
손 럭스는 2013년 5월 조이풀 노이즈 레코딩사와 계약을 맺었으며, 같은 달 "haunting rendition"과 "Black Waters"를 플렉시 디스크로 출시하였다. 로트가 조이풀 노이즈와 계약을 맺었다는 소식 이후, 두 부분으로 나뉜 하나의 신곡을  7인치 레코드에 담은 "Tear"를 발매하였다. 3집인 《Lanterns》도 2013년 10월 29일 발매하였다. 여기에는 당시 같은 레이블에 있었던 스트래인저 캣의 보컬이 작업에 참여하였다. 이 앨범의 리드 싱글 "Lost It To Trying"은 피치포크가 선정한 베스트 뉴 트랙 중 하나로 선정됐다.
2014년, 손 럭스는 로드의 보컬 참여가 된 노래 "Easy"를 포함한 익스텐디드 플레이 "Alternate Worlds"를 발매하였다. 이후 2014년 손 럭스는 글래스노트 레이블과 계약했다고 발표했다. 또 로트가 영화 엘리노어 릭비의 사운드트랙에 참여하였다.
4집 음반인 《Bones》는 2015년 6월 23일에 발매되었다. 이 음반의 발매와 함께, 원래 투어 멤버였던 라피크 바티아와 이안 창이 밴드 멤버로 합류하면서 3인조 그룹으로 변하였다.
2017년 4월 7일, 손 럭스는 노래 "Dangerous"를 발표하는 동시에, 5월 12일, 네 번째 EP인 《Remedy》의 리드 싱글로 수록하였다.
손 럭스는 2018년 2월 9일 새 레이블인 시티 슬랭을 통해 5집 음반인 《Brighter Wears》를 발매하였다. 이 음반은 피치포크에서 10점 만점에 7.3점을 받았다.
2019년 4월 5일, 손 럭스는 6번째 음반 《Remnants》를 발매하였다.

## 구성원

### 현재 멤버
- 라이언 로트 - 프로듀서, 작곡가, 키보드, 보컬 (2008-현재)
- 라피크 바티아 - 기타, 프로듀서, 작곡가 (?-2015까지 투어 멤버, 2015-현재)
- 이안 창 - 드럼, 프로듀서, 작곡가 (?-2015까지 투어 멤버, 2015-현재)

## 디스코그래피
- At War with Walls & Mazes (안티콘, 2008)
- We Are Rising (안티콘, 2011)
- Lanterns (조이풀 노이즈, 2013)
- Bones (글래스노트, 2015)
- Brighter Wounds (시티 슬랭, 2018)
- Remnants (조이풀 노이즈, 2019)

### EP
- Weapons (안티콘, 2010)
- Alternate Worlds (조이풀 노이즈, 2014)
- Stranger Forms (조이풀 노이즈, 2016)
- Remedy (조이풀 노이즈, 2017)
- Dream State (시티 슬랭, 2018)
- The Fool You Need (시티 슬랭, 2018)
- Yesterday's Wake (시티 슬랭, 2018)

### 이외
- Tear (7인치 음반, 조이풀 노이즈, 2013)
- Black Waters (플렉시-디스크 시리즈, 조이풀 노이즈, 2013)
- WinterSpringSummerFall (부츠가 믹스테이프 형식으로 발매했으며, 손 럭스는 수록곡 "Troubled World"를 피처링하였다)
- Reincarnates (2020, 밴드캠프 전용 컬렉션)

### 뮤직 비디오
- "Break" (2008)
- "Stay" (2008)
- "Wither" (2009)
- "War" (2009)
- "Weapons VII" (2010)
- "Lost it to Trying" (2013)
- "Alternate World" (2014)
- "Lanterns Lit" (2014)
- "Lost it to Trying (Mouths Only Lying)" (2014)
- "Easy" (2014)
- "Change is Everything" (2015)
- "You Don't Know Me" (2015)
- "Undone" (2016)
- "Cage of Bones" (2016)
- "Breathe Out" (2016)
- "Dangerous" (2017)
- "Ransom" (2017)
- "Slowly" (2018)
- "All Directions" (2018)
- "The Fool You Need" (2018)
- "Yesterday's Wake" (2018)